# Зоряное (Ровненская область)
Зоряное (укр. Зоряне) — село в Ярославичской сельской общине Дубенского района Ровненской области Украины.
До 2020 года входило в Млиновский район.
Население по переписи 2001 года составляло 147 человек. Почтовый индекс — 35130. Телефонный код — 3659. Код КОАТУУ — 5623885505.